# Aethomys thomasi
Aethomys thomasi је врста глодара из породице мишева (лат. Muridae). 

## Распрострањење
Ареал врсте је ограничен на једну државу. Ангола је једино познато природно станиште врсте.

## Станиште
Станиште врсте је жбунаста вегетација.

## Угроженост
Ова врста је наведена као последња брига, јер има широко распрострањење и честа је врста.